# گیوم دو ماشو
گیوم دو ماشو (به فرانسوی: Guillaume de Machaut) (حدودا 1300-1377) کشیش فرانسوی، شاعر و آهنگساز قرن چهاردهم میلادی اهل شهر رمس، استان شامپاین آردن در فرانسه است.
وی که به عنوان شاعر و موسیقی دان معروف است، بیشتر آثار او آوازهایی عاشقانه بود همچنین آثار مذهبی زیادی هم داشت. مهمترین آنها مس نوتردام است که معروفترین اثر موسیقی سده چهاردهم به‌شمار می‌رود و اولین مس به جا مانده است که تماما توسط یک آهنگساز نوشته شده است. از دو ماشو به عنوان بزرگترین آهنگساز آرس نوا (Ars nova) و اولین آهنگساز مهمی که اثارش به جای مانده یاد می‌شود.